# Чинаљијета Сопра е Сото (Бреша)
Чинаљијета Сопра е Сото је насеље у Италији у округу Бреша, региону Ломбардија.
Према процени из 2011. у насељу је живело 16 становника. Насеље се налази на надморској висини од 124 м.